# Julia van den Berghen
Julia van den Berghen (* 12. Oktober 1995 in Aachen) ist eine deutsche Volleyballspielerin.

## Karriere
Van den Berghen begann ihre Karriere 2006 in der Nachwuchsmannschaft von Alemannia Aachen. Sie trainierte zusätzlich bei der Bundesliga-Mannschaft. Wegen eines Kreuzbandrisses musste sie lange pausieren. Am 17. November 2012 gab sie ihr Debüt in der Bundesliga. In der Saison 2013/14 gehörte sie zum Kader der Ladies in Black Aachen. Mit dem Team erreichte sie 2014 das Halbfinale um die deutsche Meisterschaft; es war der größte Erfolg der Vereinsgeschichte. Anschließend wechselte van den Berghen zum Zweitligisten DSHS SnowTrex Köln.